# Mikołajewo (województwo podlaskie)
Mikołajewo – wieś w Polsce położona w województwie podlaskim, w powiecie sejneńskim, w gminie Krasnopol.
| SIMC    | Nazwa   | Rodzaj    |
| ------- | ------- | --------- |
| 0761087 | Kolonia | część wsi |

W latach 1975–1998 miejscowość administracyjnie należała do województwa suwalskiego.
Wierni kościoła rzymskokatolickiego należą do parafii Niepokalanego Poczęcia Najświętszej Maryi Panny w Wigrach.